# Eurhopalothrix caledonica
Eurhopalothrix caledonica är en myrart som beskrevs av Brown och Kempf 1960. Eurhopalothrix caledonica ingår i släktet Eurhopalothrix och familjen myror. Inga underarter finns listade i Catalogue of Life.